# Gusztáv késik
A Gusztáv késik a Gusztáv című rajzfilmsorozat első évadának negyedik epizódja.

## Rövid tartalom
Gusztáv áldozatul esik felesége képzelgéseinek.

## Alkotók
- Írta és rendezte: Temesi Miklós
- Zenéjét szerezte: Kovács Béla
- Operatőr: Klausz Alfréd
- Hangmérnök: Bélai István
- Vágó: Czipauer János
- Rajzolták: Kaszner Béláné, Szálas Gabriella, Vörös Gizella, Zsilli Mária
- Gyártásvezető: Bártfai Miklós, László Andor

Készítette a Pannónia Filmstúdió.